# Estación de Haro-El Pardo
Haro-El Pardo fue un apeadero ferroviario situado en el municipio español de Haro en la comunidad autónoma de La Rioja. Disponía de servicios de Media Distancia operados por Renfe, hasta que fueron suprimidos en 2013. 

## Situación ferroviaria
La estación se encuentra en el punto kilométrico 126,9 de la línea férrea que une Castejón con Bilbao por Logroño y Miranda de Ebro.

## Historia
El apeadero fue abierto el 15 de septiembre de 2004 por RENFE. Fue creado para complementar la estación de Haro inaugurada el 30 de agosto de 1863 con la apertura del tramo Castejón-Orduña de la línea férrea que pretendía unir Castejón con Bilbao, ya que la misma se encuentra algo alejada del casco urbano. 
Desde el 31 de diciembre de 2004 Renfe explota la línea mientras que Adif es la titular de las instalaciones ferroviarias. En 2013, los trenes dejaron de prestar servicio al apeadero y en 2018 se desmantelaron todos los elementos del apeadero (señalización y mobiliario).

## Servicios ferroviarios

### Media Distancia
El tráfico de Media Distancia con parada en la estación era escaso y se limitaba a dos trenes semanales. Desde 2013, ningún servicio ferroviario realiza parada en el apeadero.